# Wangan Midnight
Wangan Midnight (japonès: 湾岸ミッドナイト) és un manga de carreres de cotxes escrita i il·lustrada per Michiharu Kusunoki. Es va publicar per primera vegada a la Big Comic Spirits de la Shogakukan el 1990, però més tard ho va fer a la revista Weekly Young de la Kodansha del 1992 a 2008. Una segona sèrie de manga titulada Wangan Midnight: C1 Runner es va publicar del 2008 al 2012. Una tercera, Ginkai no Speed Star, del 2014 al 2015. Una quarta, Shutoko SPL - Ginkai no Speedster, va començar el 2016.
S'han adaptat diversos llargmetratges d'acció en directe, videojocs i una sèrie de televisió d'anime. L'anime es va emetre al Japó des de juny de 2007 fins a setembre de 2008 a la cadena de televisió per satèl·lit d'anime Animax, animada per A.C.G.T i produïda per OB Planning.
El 1999, Wangan Midnight va guanyar el premi Kōdansha al millor manga.

## Manga
Wangan Midnight està escrit i il·lustrat per Michiharu Kusunoki. Es va publicar per primera vegada a la Big Comic Spirits de la Shogakukan el 1990, però més tard ho va fer a la revista Weekly Young de la Kodansha del 1992 a 2008. Kodansha va recopilar els seus capítols en quaranta-dos volums tankōbons, publicats des del 8 de gener de 1993 fins al 26 de desembre de 2008.
Un segon manga, titulat Wangan Midnight: C1 Runner, es va publicar a la revista Weekly Young Magazine des del 4 d'agost de 2008 fins al 9 de juliol de 2012. Kodansha va recopilar els seus capítols en dotze volums tankōbon, publicats entre el 6 de novembre de 2009 i el 5 d'octubre de 2012.
Un tercer manga, titulat Ginkai no Speed Star, es va publicar en la Big Comic Spirits des de l'11 d'agost de 2014 fins al 13 d'abril de 2015. Shogakukan va recopilar els seus capítols en dos volums tankōbon, publicats el 28 de novembre de 2014 i el 29 de maig de 2015.
Un quart manga, titulat Shutoko SPL - Ginkai no Speedster, va començar a la revista Monthly Young de Kodansha el 20 de setembre de 2016. Kodansha ha recopilat els seus capítols en volums individuals de tankōbon. El primer volum es va publicar el 5 de gener de 2018. A partir del 17 de setembre de 2021, s'han publicat set volums.

## Pel·lícules
El manga es va adaptar a una sèrie de pel·lícules directes a vídeo el 1991, 1993, 1994, 1998 i 2001, i una pel·lícula teatral el 2009:
- Wangan Midnight (湾岸MidNight), 1991
- Wangan Midnight II (湾岸ミッドナイトII), 1993
- Wangan Midnight III (湾岸ミッドナイトIII), 1993
- Wangan Midnight 4 (湾岸ミッドナイト4), 1993
- Wangan Midnight Special Director's Cut Complete Edition (湾岸ミッドナイトスペシャル ディレクターズカット完全版), 1994
- Wangan Midnight Final: GT-R Legend – Act 1 (湾岸ミッドナイト FINAL ~GT-R伝説 ACT1~), 1994
- Wangan Midnight Final: GT-R Legend – Act 2 (湾岸ミッドナイト FINAL ~GT-R伝説 ACT2~), 1994
- Devil GT-R Full Tuning (魔王GT-R チューニングのすべて), 1994
- Showdown! Devil GT-R (対決!魔王GT-R), 1994
- Wangan Midnight S30 vs. Gold GT-R – Part I (新湾岸ミッドナイト S30vsゴールドGT-R Part I), 1998
- Wangan Midnight S30 vs. Gold GT-R – Part II (新湾岸ミッドナイト S30vsゴールドGT-R Part II), 1998
- Wangan Midnight Return (湾岸ミッドナイト リターン), 2001
- Wangan Midnight The Movie (湾岸MidNight Movie), 2009[4]

## Anime
A la Fira de l'Anime de Tòquio de 2007, OB Planning va anunciar la producció d'un anime basat en el manga, i es va emetre en un canal de pagament per visió d'Animax el juny de 2007. La sèrie va ser coproduïda per OB Planning, A.C.G.T. i Pastel, sota la direcció de Tsuneo Tominaga. Consta de vint-i-sis episodis. El tema d'obertura de la sèrie és "Lights and Anymore" de TRF i el tema final és "Talkin' Bout Good Days" de Mother Ninja.

## Videojocs
- Wangan Midnight – Desenvolupat per Genki i publicat el 2 de febrer del 2001, en format arcade (per Namco, usant la Namco System 246 hardware), i per a PlayStation 2 el 21 de març del 2002 per Genki.
  - Wangan Midnight R – Llançat per a arcade el 20 de desembre de 2001.
- Wangan Midnight – Llançat el 2007 per a PlayStation 3 i PlayStation Portable (com a Wangan Midnight Portable). Els jocs es van tornar a llançar el 2008, sota el segell "Genki The Best".
- Wangan Midnight Maximum Tune – Desenvolupat per Bandai Namco Amusement i llançat el 6 de juliol de 2004 per a arcade.
  - Wangan Midnight Maximum Tune 2 – Llançat el 25 d’abril de 2005 per a arcade.
  - Wangan Midnight Maximum Tune 3 – Llançat el 18 de juliol de 2007 per a arcade.
  - Wangan Midnight Maximum Tune 3 DX – Llançat el 16 de desembre de 2008 per a arcade.
  - Wangan Midnight Maximum Tune 3 DX Plus – Llançat el 4 de març de 2010 per a arcade.
  - Wangan Midnight Maximum Tune 4 – Llançat el 15 de desembdre de 2011 per a arcade.
  - Wangan Midnight Maximum Tune 5 – Llançat el 12 de març de 2014 per a arcade.
  - Wangan Midnight Maximum Tune 5 DX – Llançat el 15 de desembre de 2015 per a arcade.
  - Wangan Midnight Maximum Tune 5 DX Plus – Llançat el 15 de desembre de 2016 per a arcade.
  - Wangan Midnight Maximum Tune 6 – Llançat el 12 de juliol de 2018 per a arcade.
  - Wangan Midnight Maximum Tune 6R – Llançat el 21 de gener de 2020 per a arcade.[20]
  - Wangan Midnight Maximum Tune 6RR – Llançat el 17 de novembre de 2021 per a arcade.
  - Wangan Midnight Maxmum Tune 6RR+ – Llançat el 17 d’abril de 2024 per a arcade al Japó.[21]